# Micul icosidodecaedru complex
În geometrie micul icosidodecaedru complex este un compus poliedric uniform degenerat, având 32 de fețe (20 de triunghiuri și 12 pentagoane), 60 de laturi (dublate)  și 12 vârfuri. Fețele formate din câte două muchii suprapuse sunt considerate din punct de vedere topologic fețe. 
Pe fiecare latură se întâlnesc câte patru fețe: câte două triunghiuri, care formează fețele triunghiulare externe și două pentagoane, care formează fețele interne. De asemenea, în fiecare vârf se întâlnesc câte zece fețe: câte cinci triunghiuri și cinci pentagoane. 
Micul icosidodecaedru complex poate fi construit din diferite figuri ale vârfului. O figură foarte asemănătoare se obține prin trunchierea marelui dodecaedru stelat.

## Văzut drept compus
Micul icosidodecaedru complex poate fi văzut ca un compus format dintr-un  icosaedru {3,5} și un mare dodecaedru {5,5/2}, care au în comun toate vârfurile și laturile. Micul icosidodecaedru complex seamănă cu un icosaedru, deoarece marele dodecaedru este conținut complet în interiorul icosaedrului.
|           |                   |          |
| Icosaedru | Marele dodecaedru | Compusul |

Analogul său bidimensional ar fi compusul dintr-un pentagon regulat, {5}, reprezentând icosaedrul drept politop pentagonal n-dimensional și pentagrama regulată, {5/2}, drept politop stelat n-dimensional. Aceste forme ar avea în comun vârfurile, și prezintă dispunerea laturilor similar cu compusul tridimensional.

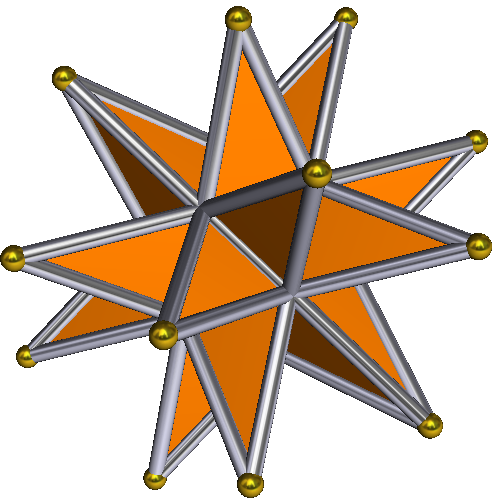
Dual: micul icosidodecacron complex

|          |            |        |
| Pentagon | Pentagramă | Compus |

## Poliedru dual
Dualul său este micul icosidodecacron complex.